# Lago Schurm
El lago Schurm (en alemán: Schurmsee) es un lago situado en la Selva Negra, en la región administrativa de Calw, en el estado de Baden-Württemberg (Alemania), a una elevación de 794 metros; tiene un área de 1.6 hectáreas.

## Características
Es un tarn, es decir, un lago de montaña o estanque, formado en un circo excavado por un glaciar. Fue establecido como reserva natural en 1985, y como zona de especial protección para las aves.